# Euxoa ochracea
Euxoa ochracea là một loài bướm đêm trong họ Noctuidae.